# Tomáš Sukup
Tomáš Sukup je český divadelní herec. Působil v divadlech v Loutkohře v Českých Budějovicích, v Plzni v divadle Alfa, v Černém divadle Jiřího Srnce a v Divadle Polárka. Mimo Polárku působí ještě ve skupině FireDance Company jako performer v ohnivém vystoupení. 

## Soupis divadelních představení a rolí

### Divadlo Polárka
- Petr Pan (Petr Pan)
- Robinson Crusoe (Pátek)
- Dlouhý, Široký a Bystrozraký (Široký)
- Bajky
- Stvoření světa (Ariel)
- Merlin (Merlin)
- Dobrodružství piráta Kolíska (Kolísko)
- Bořík a spol. (Bořík)
- Standa a dům hrůzy
- Peskvil (Bucharin)
- Pět báječných strýčků (Arno)
- Kdo zachrání Izabelu
- Syddhartha

### Jihočeské divadlo České Budějovice
- Královna hadů